# Gordon Ramsay
Gordon James Ramsay, OBE (Johnstone, Renfrewshire, Escòcia, 8 de novembre de 1966) és un xef, restaurador i presentador de televisió britànic. En la seva carrera gastronòmica ha estat condecorat amb 23 estrelles Michelin.
A més de per les seves facetes culinàries, Ramsay és conegut per presentar programes de televisió i espais de telerealitat sobre cuina, tant al Regne Unit com als Estats Units. Entre els seus espais més coneguts es troben Hell's Kitchen', The F Word', Kitchen Nightmares i la versió nord-americana de  Masterchef.

## Trajectòria com a cuiner

### Infància i joventut
Ramsay va néixer a Johnstone, un poble del  Comtat de Renfrew a Escòcia. Als cinc anys la seva família es va mudar a Stratford-upon-Avon (Anglaterra), on va passar la seva infància. Gordon, el seu pare, va tenir diverses feines al llarg de la seva vida, mentre que Hellen Cosgrove, la seva mare, va ser infermera. No va tenir una infància fàcil a causa de problemes familiars i això va fer que als 16 anys s'independitzés.
Durant la infància i joventut la seva gran passió era el futbol i va estar jugant en diversos clubs. A mitjan 1984 un caçatalents del Glasgow Rangers, equip del qual Ramsay n'és declarat seguidor, el va cridar per fer unes proves de selecció. No obstant això, el seu somni de convertir-se en futbolista es va truncar per una lesió de genoll. Tot i que Ramsay ha afirmat en la seva autobiografia que havia jugat en alguns partits amistosos amb el primer equip, els historiadors del Rangers han assenyalar que això mai no va succeir i que només va estar a prova.

### Inicis en el món culinari
Després d'abandonar el futbol Ramsay es va interessar pel món culinari i va començar a estudiar per ser restaurador. Amb 19 anys va ingressar a l'escola politècnica de North Oxfordshire, per completar un curs d'administració hotelera. A finals dels anys 1980 va tenir el seu primer treball com a ajudant de xef al Roxburgh House Hotel.
Més tard, es va mudar a Londres per treballar a les ordres d'un dels cuiners més prestigiosos del Regne Unit, Marc Pierre White, al restaurant Harveys. Després de gairebé tres anys, Ramsay tenia intenció d'abandonar aquest treball per traslladar-se a França a estudiar les especialitats gastronòmiques d'aquell país, però Pierre White el va convèncer de treballar amb Albert Roux al restaurant Li Gavroche, situat a la capital britànica. Un any després, Roux va convidar Ramsay a treballar amb ell com a segon xef a l'Hotel Diva, un resort d'esquí als Alps francesos. Més endavant, Ramsay es va traslladar a París per treballar als restaurants de Guy Savoy i Joël Robuchon, el cuiner que més estrelles Michelin ha guanyat. Durant tres anys, va continuar treballant dins l'estil de la cuina francesa clàssica mentre adquiria coneixements per portar negocis de restauració.

### Carrera com a xef
Al seu retorn a Londres el 1993, Ramsay va rebre una oferta per esdevenir xef de La Tante Claire, un restaurant situat al barri de  Chelsea. No obstant això, Marc Pierre White va tornar a aparèixer en la seva vida per contractar-lo en un altre negoci. El cuiner li va oferir el lloc de xef i una participació del 10% en el negoci del Rossmore, un dels seus restaurants. Aquest restaurant va ser reanomenat Aubergine i el 1994, un any després de la seva obertura, Ramsay va aconseguir la primera estrella Michelin de la seva carrera. L'Aubergine va arribar a tenir dues estrelles i el cuiner es va mantenir allà fins al 1997, quan el va abandonar després d'una disputa amb els propietaris.
El 1998 Ramsay va obrir el seu primer restaurant propi, el Restaurant Gordon Ramsay, també conegut com a Gordon Ramsay at Royal Hospital Road, a Chelsea, a l'antiga localització de  La Tante Claire. Per establir el seu negoci, va comptar amb l'ajuda econòmica del seu sogre Chris Hutcheson. En tres anys, el negoci va ser reconegut amb tres estrelles Michelin, sent Ramsay el primer cuiner escocès en aconseguir-ho. Després d'això va realitzar una ràpida expansió obrint altres locals, la majoria en hotels de luxe, convertint-se en empresari a més de restaurador. El primer va ser Petrus, situat també a Londres, al qual es van sumar altres per la resta del Regne Unit. La seva fama va servir també per enlairar altres cuiners com Angela Hartnett o Marcus Wareing, que van començar com protegits seus i més tard han desenvolupat una carrera per compte propi.
Ramsay no va obrir negocis a l'estranger fins al 2005. Aquest any va inaugurar el restaurant Verre a Dubai (Emirats Àrabs Units), i mesos després va fer el mateix amb dos restaurants més a Tòquio (Japó). Al novembre de 2006 va fer el salt als Estats Units amb l'obertura de Gordon Ramsay at the London a Nova York, que va aconseguir ingressar a la Guia Zagat. El 2007 va establir el seu primer restaurant al Comtat de Wicklow (Irlanda) i el 2008 va ampliar la seva presència al mercat nord-americà amb un local a Los Angeles i un altre a l'hotel Trianon, a Versalles.

### Reconeixements
Al llarg de la seva trajectòria com a cuiner, Gordon Ramsay ha guanyat 12 estrelles Michelin. Està posicionat com el tercer cuiner del món pel que fa al nombre d'estrelles aconseguides. En aquest sentit només el superen Joël Robuchon amb 25 i Alain Ducasse amb 19. L'any 2006, va ser guardonat amb l'Ordre de l'Imperi Britànic.
El primer restaurant de Gordon, Restaurant Gordon Ramsay, ostenta les tres estrelles Michelin i va ser durant vuit anys el millor restaurant de Londres per a la publicació Harden's. El 2008 va perdre aquesta condició en favor de  Petrus, un restaurant dirigit per un dels seus antics protegits, Marcus Wareing.

## Trajectòria en televisió
Al marge de la seva trajectòria com a xef, Gordon Ramsay ha estat molt vinculat a la televisió. Actualment presenta els programes Kitchen Nightmares, Hotel Hell i la versió nord-americana de Masterchef.
La seva primera aparició va ser en una sèrie documental produïda per Channel 4, Boiling Point, en la qual es mostrava com treballava dins el seu primer restaurant després d'abandonar l'Aubergine. Durant tota la sèrie es va destacar per mostrar una personalitat intimidant, malparlada, perfeccionista i temperamental. Des d'aleshores el seu caràcter s'ha fet tan famós com el seu talent culinari. El 2000 la mateixa cadena va tornar a comptar amb ell per fer una altra sèrie, Beyond Boiling Point. La col·laboració amb Channel 4 s'ha mantingut al llarg dels anys, fins al punt de convertir Ramsay en una de les cares més visibles del canal.
No va ser fins al 2004 quan Ramsay va comptar amb el seu propi programa de televisió. El 27 d'abril de 2004 Channel 4 va estrenar el primer programa de Ramsay's Kitchen Nightmares, una sèrie on Ramsay acudia a restaurants del Regne Unit amb problemes, per ajudar-los en només una setmana a remuntar la seva situació. La sèrie va comptar amb cinc temporades, enregistrades entre 2004 i 2007, més dos programes especials. En la mateixa època va participar en la primera edició del programa de telerealitat Hell's Kitchen, emès per ITV1, que consistia a donar classes a deu celebritats britàniques per a convertir-les en xefs de cuina.
A més dels espais de telerealitat, Ramsay presenta un programa setmanal a Channel 4 anomenat The F Word sobre cuina. A l'espai es veu com es treballa en diferents especialitats, es presenten reportatges sobre cuina saludable i també es visiten restaurants del Regne Unit. A més, es convida celebritats britàniques, amb les quals conversa sobre cuina i altres projectes. Altres dels seus programes han estat Gordon's Great Escape (2010), on visita l'Índia i indaga sobre la seva cuina, i Ramsay Best Restaurant (2010), on buscava el millor restaurant del país. A diferència dels seus shows estrella, aquests programes no van tenir l'èxit esperat. El 2010 també va fundar One Potato Two Potato, la seva pròpia productora per televisió.
L'èxit dels seus principals programes van cridar l'atenció de la  FOX, que el va contractar el maig de 2005 i el va introduir al públic dels Estats Units. El 30 maig de 2005 va debutar en la versió nord-americana de Hell's Kitchen, tenint com a principal diferència respecte al programa britànic que els participants són anònims. Aquest programa va superar les expectatives dels directius i es va allargar durant diverses temporades. El setembre de 2007 va començar Kitchen Nightmares, la versió de Ramsay's Kitchen Nightmares per al públic nord-americà que continua en emissió. Els projectes als Estats Units van fer que Ramsay deixés de col·laborar amb les seves versions britàniques.
Des de 2010 és director i jutge al programa  Masterchef.

## Empresari
Tots els restaurants i negocis de Gordon Ramsay són gestionats pel conglomerat Gordon Ramsay Holdings Limited creat el 2002. Ramsay posseeix un 69% de les accions d'aquesta empresa, valorades en 67 milions de lliures esterlines. El seu sogre Chris Hutcheson va ser CEO(Chief Executive Officer) de la companyia fins a l'octubre de 2010, quan va ser destituït. Ramsay havia contractat un investigador privat per espiar a Hutcheson i finalment el va acusar d'haver agafat sense permís diners de l'empresa.
Els seus negocis també inclouen llibres, programes de televisió i consultoria sobre cuina i alimentació per empreses. El 2009, es va conèixer que Ramsay guanyava més de 10 milions de lliures l'any amb els seus diferents programes de televisió.
Els restaurants dels Estats Units van ser oberts després que Ramsay arribés a un acord amb un fons d'inversió especialitzat en private equity, Blackstone Group. Els seus socis van adquirir diversos hotels que després van reconvertir en establiments de cinc estrelles i van invertir molts diners llogant el restaurant per 10 anys. Entre els anys 2006/07 es van obrir tres restaurants a Nova York, a Los Angeles i a Boca Raton, aquest últim actualment tancat.
Malgrat l'èxit dels restaurants a la Guia Michelin, el grup ha tingut serioses dificultats econòmiques, fruit de la seva ràpida expansió. A mitjans del 2009, una auditoria de KPMG va desvetllar un descobert d'almenys set milions de lliures, produïda en la seva totalitat per la divisió internacional. Només el seu restaurant de Nova York, premiat amb dues estrelles Michelin, va acumular un deute de dos milions de lliures. Per evitar la suspensió de pagaments, Ramsay i Hutcheson van haver de pagar els deutes de la seva butxaca i es van tancar diversos restaurants.

## Crítiques
Encara que Gordon Ramsay ha estat un dels cuiners més premiats de la seva època, ha generat nombroses polèmiques pel seu comportament, de vegades massa temperamental. En una ocasió, va arribar a expulsar d'un dels seus restaurants a A. A. Gill, un crític gastronòmic, després que en una ressenya digués que Ramsay era «un magnífic xef, però una decepció com a persona». Aquest comportament ha estat el seu distintiu principal en els seus programes de televisió, on es va forjar un característic estil personal. En espais com Hell's Kitchen o Kitchen Nightmares, no dubta de cridar als seus participants si fan alguna cosa malament o no és del seu gust.
Les aparicions televisives de Ramsay han estat criticades en nombroses ocasions per alguns companys de professió, que l'acusen d'excés de protagonisme. Un dels seus descobridors, Marc Pierre White, va arribar a dir d'ell que «no es pot ser xef i aparèixer en televisió tot el temps. Quan jo vaig guanyar les meves estrelles Michelin estava sempre darrere dels fogons». La seva fama també ha cridat l'atenció de la premsa sensacionalista britànica, que ha publicat diverses vegades notícies sobre la seva vida personal. Ramsay ha afirmat que la seva aparició en els mitjans ha perjudicat el seu negoci en més d'una ocasió.
Les expressions malsonants utilitzades per Ramsay també li han suposat un problema. A Austràlia, on el seu programa Kitchen Nightmares va obtenir molta popularitat, diverses associacions de pares van demanar la seva retirada pel llenguatge malsonant del cuiner. La polèmica va arribar fins i tot al Parlament australià, on es va estudiar un canvi en el codi de regulació de la televisió.

## Vida personal
Ramsay està casat des 1996 amb Cayetana Elizabeth Hutcheson, més coneguda com a Tana Ramsay, amb la qual ha tingut quatre fills. La seva dona és una professora especialitzada en el  mètode d'ensenyament Montessori, i ha publicat diversos llibres sobre cuina, assessorada pel seu marit.
Actualment la seva família resideix a Battersea, un barri situat al centre de Londres. Entre les seves aficions hi ha el futbol i és seguidor del Glasgow Rangers.